# 허브 안드레스
허브 안드레스(Herb Andress, 1935년 1월 10일~2004년 4월 8일)는 오스트리아의 배우이다.
뮌헨에서 사망하였다. 사인은 암이다.

## 영화
- 루터(2003년) - 건터 역
- 비너스의 덫(1988년)
- 여감방(1985년)
- 에너미 마인(1985년)
- 베를린 알렉산더 광장(1980년)
- 잃어버린 사이보그 인간(1974년)
- 여자 프랑켄슈타인(1971년)
- 전투(1962년)